# Henry Perrault
 (avril 2013).
Si vous disposez d'ouvrages ou d'articles de référence ou si vous connaissez des sites web de qualité traitant du thème abordé ici, merci de compléter l'article en donnant les références utiles à sa vérifiabilité et en les liant à la section « Notes et références ».
Henry Perrault, né le 13 avril 1867 à Versailles, mort le 6 juillet 1932 à Poitiers, est un peintre français, professeur à l'école des Beaux-Arts et Conservateur du musée de la ville de Poitiers.

## Biographie
Henry Perrault est le fils du peintre Léon Perrault (1832-1908), et l'élève d'Alfred de Richemont. Il est membre de la Société des artistes français.
Il épouse une catalane et il installe son atelier à Banyuls-sur-Mer. Le conseil général des Pyrénées-Orientales lui commande plusieurs grandes compositions.
Il expose au Salon de la Société des artistes français à partir de 1887. Il présente des œuvres au Salon d'hiver en 1914, alors qu'il est domicilié au 72, boulevard Flandrin à Paris.

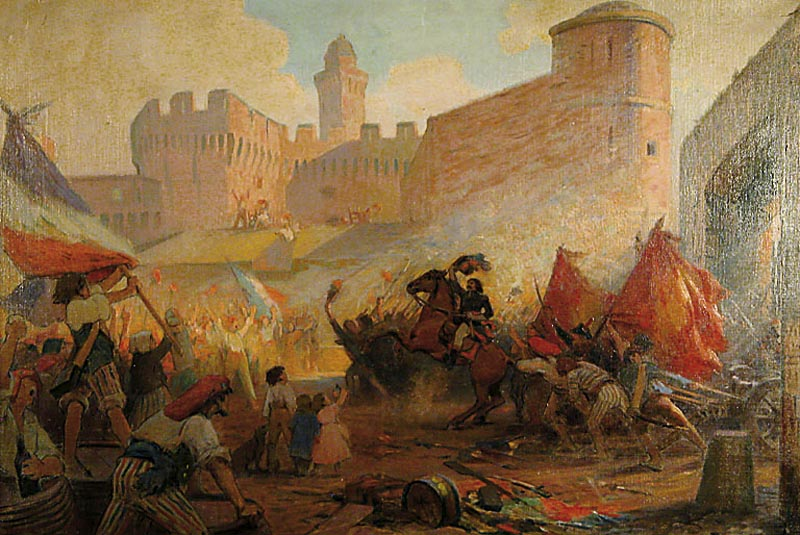
Après la bataille de Peyrestortes (1920).

## Œuvres
- Peintures
  - La Défense du col de Banyuls, mairie de Banyuls-sur-Mer.
  - Le Passage d'Annibal en Roussillon ou Annibal devant les remparts d'Illibéris à Perpignan, 1903, mairie de Perpignan.
  - Le Serment de Jean II,, 1906, mairie de Perpignan.
  - Après la victoire de Peyrestortes, 1920, mairie de Perpignan.
  - Premier mai, Salon de 1914[3].
  - Prise de la Bastille, 1928